# Años de plomo (Marruecos)

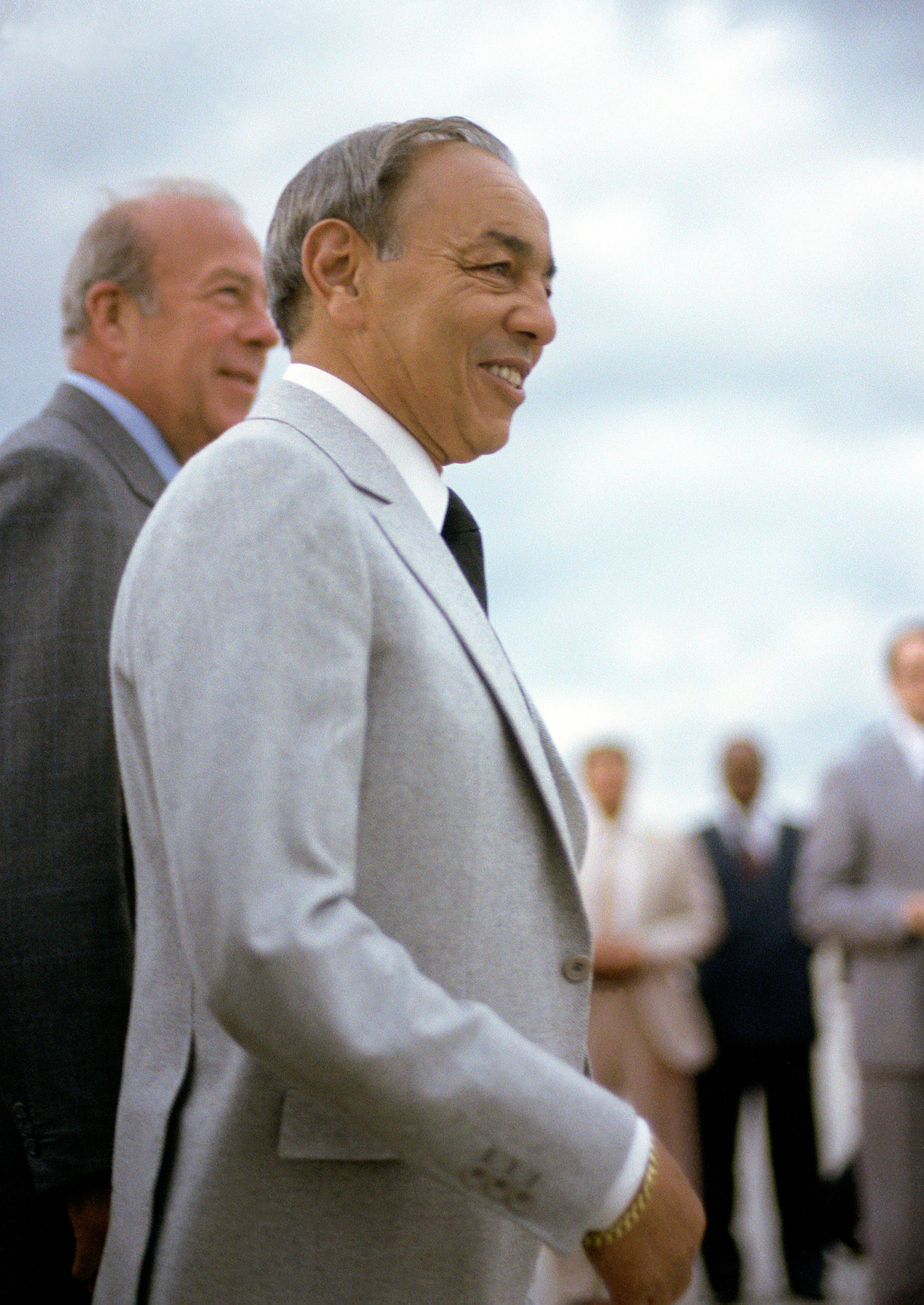
Hasan II en 1983. Hasan II fue el monarca de Marruecos entre 1961 y 1999.

Se conoce como años de plomo a un periodo de la historia reciente de Marruecos caracterizado por la práctica desaparición de las garantías del Estado de Derecho y por el terrorismo de Estado patrocinado por la monarquía marroquí contra disidentes o personas consideradas potencialmente peligrosas o perjudiciales para el orden político vigente.
La denominación «años de plomo» no es oficial y tiene un matiz crítico; sin embargo, está generalizada entre quienes por una u otra razón tratan los sucesos acaecidos en Marruecos en ese periodo.

## Duración
Los años de plomo se inscriben dentro del reinado de Hasan II (1961-1999), aunque no existe consenso acerca de sus fechas de inicio y término. Acerca de la primera, unas veces se considera que los años de plomo arrancan con el reinado de Hasan II (desde 1960, por tanto) y otras que se inician en 1971 o 1972, años en los que se suceden dos intentos de golpe de Estado y de acabar con la vida del monarca (intento de 1971 e intento de 1972) y que dan paso a una intensificación de la represión política. En ocasiones se sitúa el inicio de los años de plomo en 1956, año de la independencia, y abarcarían por tanto también el reinado de Mohammed V. En cuanto a su término, suele situarse en 1991 (coincidiendo con un alto el fuego en la guerra del Sahara Occidental), año en el que son liberados numerosos presos políticos y se revela la existencia de centros clandestinos de detención y tortura. Los años que van desde 1991 a 1999, año en el que fallece Hasan II y es relevado por su hijo Mohammed VI, son considerados como una transición, aunque hay quien considera que en puridad no se puede hablar de final de los años de plomo hasta 1999, cuando Hasan II muere por causas naturales a los setenta años.
La Instancia Equidad y Reconciliación (IER), organismo oficial marroquí encargado de la investigación de violaciones de los derechos humanos ocurridas «en el pasado» (oficiosamente se entiende que durante los años de plomo), ha orientado su actividad al mayor de estos segmentos temporales, es decir, de 1956 a 1999.

## Características
Las características de los años de plomo están ligadas a las del Estado marroquí moderno surgido en 1956. En Marruecos conviven y se entrelazan dos estructuras de poder político conceptualmente distintas: de un lado, el Estado constitucional, que aunque concede una gran parte de la autoridad política al rey, es pluripartidista, parlamentario, garantista y tiene otras características de los Estados democráticos modernos. De otro lado, sobrevive la estructura de poder histórica: El Majzén, basado en el clientelismo y en el que el rey es, como en siglos pasados, dueño y señor absoluto de todos sus súbditos. Esta dualidad se traduce en la práctica en una monarquía de carácter absolutista que ocasionalmente hace concesiones democráticas o delega funciones en los cargos del aparato de Estado constitucional, reservándose el derecho de infringir o modificar las reglas a voluntad.
Son características de los años de plomo el alto grado de represión política y la actuación de los poderes del Estado al margen de la legalidad vigente, con la consiguiente supresión de hecho de las garantías legales. En particular Amnistía Internacional y posteriormente la Instancia Equidad y Reconciliación, entre otros organismos y particulares, han documentado prácticas habituales como las siguientes:
- Desaparición de personas. Está documentada la desaparición de varios centenares de presuntos disidentes políticos, cifra que algunas organizaciones de derechos humanos elevan hasta superar el millar. En muchos casos, los desaparecidos eran en realidad encerrados en centros de detención clandestinos, habitualmente durante años y con frecuencia hasta su muerte. Los casos más conocidos son los de los militares golpistas secuestrados de la cárcel de Kenitra en 1973 y encerrados en las celdas subterráneas de la prisión secreta de Tazmamart hasta 1991 (sobrevivieron la mitad de ellos); El secuestro de los hermanos Bourequat, hombres de negocios desaparecidos durante años y confinados en prisiones secretas (entre ellas Tazmamart) por razones que ellos mismos desconocen; el secuestro y desaparición de los hijos, hermano y sobrinos del general golpista Mohammed Ufqir, incluidos niños de corta edad, encerrados hasta 1991 en una cárcel clandestina en el desierto; la desaparición de centenares de presos políticos de izquierda (Ilal Amam, 23 de marzo, Sirvamos al Pueblo, ...) y saharauis. En otros casos, los desaparecidos fueron víctimas de ejecuciones extrajudiciales o murieron a consecuencia de torturas durante su interrogatorio.
- Eliminación física de disidentes y enemigos del régimen. El caso más famoso es el del político socialdemócrata y presidente de la Tricontinental Mehdi Ben Barka, secuestrado y asesinado en París en 1965. Otro caso célebre es el de Mohammed Lahrizi, político socialista secuestrado y asesinado junto a su esposa suiza, Erika, y la hija de ambos, de tres años de edad, en 1963. El general Ahmed Dlimi, persona cercana a Hasan II y luego caído en desgracia, murió en 1983 en un accidente de carretera organizado, según la oposición, por el círculo del rey. Existen otros muchos casos similares.
- Ejecuciones extrajudiciales. Aparte de las realizadas en centros secretos de detención, el régimen marroquí ha recurrido a ejecuciones sin juicio en varios casos, siendo el más famoso el de los dirigentes del intento de golpe de Estado de Sjirat (1972), oficiales de alta graduación cuya ejecución sumaria fue anunciada públicamente por el rey al día siguiente del pronunciamiento y llevada a cabo dos días después.
- Persecución de delitos de opinión. Son numerosísimos los casos, aunque quizá el preso político más célebre fuera Abraham Serfaty, el segundo más antiguo de África (después de Nelson Mandela).
- Tortura. A los malos tratos habituales durante las detenciones hay que añadir la existencia de centros secretos de detención y tortura. Algunos de los más célebres eran Dar al-Muqri en Rabat y Darb Mulay Sharif en Casablanca. La tortura era una práctica habitual en las detenciones políticas; hubo prisioneros que no sobrevivieron a ellas, y otros muchos a quienes los malos tratos les produjeron lesiones irreversibles.
- Represión extremadamente violenta de manifestaciones y otras formas de protesta ciudadana. Era frecuente que las fuerzas de seguridad abrieran fuego contra los manifestantes. El número de personas muertas o heridas a causa de ello es, por tanto, elevado, y lo es también el número de personas secuestradas (detenidas y encerradas en lugares secretos) como consecuencia de la represión de los disturbios. Los casos más importantes son los de la disturbios marroquíes de 1965, los disturbios de Casablanca de junio de 1981 y la revuelta marroquí de 1984.
- Suele citarse como episodio inicial de los años de plomo la represión de la revuelta del Rif (1958-1959). El levantamiento fue sofocado con el bombardeo aéreo de la región, llevado a cabo por un embrionario ejército marroquí, dirigido por oficiales franceses y a la cabeza del cual (y supervisando las operaciones) se encontraba el entonces príncipe heredero Mulay Hasan, acompañado de Mohammed Ufqir. La represión dejó un saldo de varios miles de rifeños muertos.

## Revisión de losaños de plomo
A partir de 1999, con la relativa apertura que se produce tras la subida al trono de Mohammed VI, organizaciones sociales y políticas de Marruecos empiezan a investigar acerca de la suerte corrida por numerosos desaparecidos en las décadas anteriores y a reclamar justicia. Estas demandas son en un primer momento objeto de represión, pero en 2003 el rey anuncia su intención de crear un organismo estatal encargado de revisar los casos de extralimitación de los aparatos de seguridad del Estado desde la independencia del país. El objetivo es rehabilitar y compensar económicamente a las víctimas o a sus familiares y contribuir a la reconciliación nacional, evitando que hechos como los del pasado vuelvan a repetirse. En diciembre de 2004, con el testimonio público de un superviviente del centro de exterminio de Tazmamart, retransmitido por televisión, se dan por inauguradas las actividades de la Instancia Equidad y Reconciliación (IER), organismo al frente del cual se hallan varias personas designadas por el rey, incluidos antiguos represaliados políticos.
La IER ha recogido y publicado desde entonces numerosos testimonios, prestados en sesión abierta y recogidos o retransmitidos por los medios de comunicación, que denuncian las desapariciones, torturas, detenciones arbitrarias, secuestros, ejecuciones extrajudiciales, supresión de derechos y otras prácticas habituales durante el reinado de Hasan II. Esto supone, a juicio de las organizaciones de derechos humanos, un paso inédito en Marruecos hasta entonces y que además no tiene parangón en ningún otro país árabe. Sin embargo, al mismo tiempo se lanzan dos importantes críticas contra la IER y en general contra la postura oficial respecto a los años de plomo: 
- La primera, que el objetivo de la IER es reparar el daño causado a las víctimas, pero en modo alguno perseguir a los verdugos: los testimonios prestados ante la IER no pueden desvelar los nombres de los responsables del terror de Estado. Para las organizaciones de derechos humanos, ello equivale a sancionar su impunidad, lo cual consideran contradictorio con la voluntad de evitar sucesos similares en el futuro. Parece haber bastante unanimidad entre las víctimas, las organizaciones de derechos humanos y las organizaciones que fueron de oposición durante los años de plomo, a la hora de desear que a la fase documental siga una fase judicial. Sobre todo porque, a pesar del veto oficial, los nombres de muchos torturadores y responsables de la represión son conocidos por la opinión pública gracias a los libros publicados por algunos supervivientes y a las investigaciones independientes. La Asociación Marroquí de Derechos Humanos publicó en 2001 una lista de 44 nombres, entre los que se encontraban algunos altos cargos de las fuerzas armadas aún en activo. La misma AMDH ha recogido paralelamente testimonios de dos centenares de represaliados vetados por la AMDH a causa de su determinación de denunciar a sus torturadores u otras razones políticas.
- La segunda crítica es que el Estado marroquí podría estar usando la IER más como parte de un lavado de cara, sobre todo hacia la opinión pública internacional, que como símbolo de una voluntad real de cambio. La AMDH y otras organizaciones han denunciado que las prácticas represivas de antaño siguen vigentes, ahora dirigidas más contra los islamistas que contra las organizaciones de izquierda. Citan como ejemplo la detención de varios miles de personas tras los atentados de Casablanca del 16 de mayo de 2003: en torno a 4000 de estas detenciones, según Amnistía Internacional, no figuraron en ningún registro y las personas detenidas fueron confinadas en centros de detención secretos. Se han denunciado también numerosos casos de tortura contra militantes islamistas. Igualmente ha sido denunciada por AI la ayuda aparentemente prestada por el Estado marroquí a EE. UU. en el traslado de presos a Guantánamo y otras cárceles secretas.